# 200 złotych 1975 XXX rocznica zwycięstwa nad faszyzmem
200 złotych 1975 XXX rocznica zwycięstwa nad faszyzmem – okolicznościowa moneta o nominale 200 złotych, bita w srebrze, wprowadzona do obiegu 28 czerwca 1975 r. zarządzeniem z 2 czerwca 1975 r. (M.P. z 1975 r. nr 20, poz. 121), wycofana z dniem denominacji z 1 stycznia 1995 r., rozporządzeniem prezesa Narodowego Banku Polskiego z dnia 18 listopada 1994 r. (M.P. z 1994 r. nr 61, poz. 541).
Moneta wybita z okazji trzydziestej rocznicy zwycięstwa nad faszyzmem.

## Awers
W centralnym punkcie umieszczono godło – orła bez korony, po bokach rok „1975”, pod łapą znak mennicy w Warszawie, pod spodem napis „ZŁ 200 ZŁ”, a dookoła napis „POLSKA RZECZPOSPOLITA LUDOWA”.

## Rewers
Na tej stronie monety znajdują się głowy żołnierza radzieckiego w hełmie i polskiego w rogatywce, dookoła napis „XXX•ROCZNICA•ZWYCIESTWA•NAD•FASZYZMEM•1945–1975•”.

## Nakład
Monetę bito w Mennicy Państwowej, w srebrze próby 750, stemplem zwykłym, na krążku o średnicy 31 mm, masie 14,5 grama, z rantem ząbkowanym, w nakładzie 1 825 900 sztuk, według projektu Stanisławy Wątróbskiej.

## Opis
Moneta jedną z trzech srebrnych dwustuzłotówek wprowadzonych do powszechnego obiegu w okresie PRL. Pozostałe dwie to:
- 200 złotych 1974 XXX lat PRL,
- 200 złotych 1976 Igrzyska XXI olimpiady.

## Powiązane monety
W serii monet kolekcjonerskich wybito stemplem lustrzanym monetę dwustuzłotową o identycznych wzorach awersu i rewersu.
Jako próbne kolekcjonerskie zostały wybite w srebrze monety upamiętniające tę samą rocznice:
- XXX rocznica zwycięstwa nad faszyzmem, z mieczem na rewersie, w nakładzie 10 054 sztuk,
- XXX rocznica zwycięstwa nad faszyzmem, z dwoma mieczami, w nakładzie 10 030 sztuk.

## Wersje próbne
Istnieje wersja tej monety należąca do serii próbnej w niklu, w nakładzie 500 sztuk. Jest to ta sama moneta co dla wersji kolekcjonerskiej.
Istnieje również wersja próbna technologiczna wybita w srebrze w nakładzie 20 sztuk.